# Torbiel Tornwaldta
Torbiel Tornwaldta (ang. Tornwaldt's cyst, Tornwaldt cyst, Thornwaldt's cyst, Thornwaldt cyst in. torbiel Thornwaldta, torbiel nosogardła) – łagodna torbiel zlokalizowana pośrodkowo w tylnej ścianie części nosowej gardła, będąca pozostałością płodowego połączenia między struną grzbietową a jamą gardła. 

## Historia
Choroba została po raz pierwszy opisana jako osobna jednostka w 1885 roku przez niemieckiego lekarza Gustava Tornwaldta, natomiast pierwszy przypadek w materiale sekcyjnym  został opisany przez niemieckiego anatoma Augusta Mayera w 1840 roku.

## Etiologia
Torbiel Tornwaldta jest spowodowana nieprawidłową regresją połączenia między struną grzbietową a jamą gardła w 6 tygodniu ciąży. W sytuacji, kiedy zostanie utrzymane połączenie z jama nosogardła ze struną grzbietową, po osiągnięciu jej najbardziej dogłowowego usytuowania wytwarza się płytki zachyłek w tylnej ścianie części nosowej gardła. Jego zamknięcie z powodu infekcji, tonsillektomii, radioterapii, urazu lub też tamponady tylnej nosa powoduje wytworzenie torbieli Tornwaldta.

## Epidemiologia
Częstość występowania szacowana jest na 0,2-5%, jest ona taka sama u obu płci. 

## Obraz kliniczny
W większości przypadków choroba jest bezobjawowa. W wyniku infekcji może się rozwinąć choroba Tornwaldta, której objawami są ropny wyciek z nosa o nieprzyjemnym zapachu, pulsujący ból głowy w okolicy potylicy oraz cuchnący oddech. Innymi objawami są blokada nosa, otalgia, wysiękowe zapalenie ucha środkowego, zawroty głowy, uczucie pełności w uchu, szumy uszne lub dysfagia.

## Diagnostyka
Rozpoznanie torbieli Tornwaldta opiera się na obrazowaniu metodą rezonansu magnetycznego oraz endoskopii gardła. W badaniach obrazowych przedstawia się jako torbiel, zlokalizowana w linii pośrodkowej ciała, o wymiarach od kilku milimetrów do 2 cm, o gładkiej powierzchni oraz w niektórych przypadkach z niewielkim otworem. W tomografii komputerowej torbiel Tornwaldta przedstawia się jako lita zmiana, natomiast w rezonansie magnetycznym jako zmiana o podwyższonej intensywności lub hiperintensywna w obrazach T1-zależnych oraz hiperintensywna w obrazach T2-zależnych. W endoskopii widoczna jest okrągła lub owalna dobrze ograniczona zmiana zlokalizowana na tylnej ścianie gardła powyżej wyrośli adenoidalnych na wysokości zachyłka Rosenmullera

## Diagnostyka różnicowa
Torbiel Tornwaldta należy różnicować z migdałkiem gardłowym, kieszonką przysadki, włókniakiem młodzieńczym nosogardła, rakiem jamy nosowo-gardłowej oraz amyloidozą. 

## Leczenie
W większości przypadków torbiel nie wywołuje żadnych objawów i nie wymaga leczenia. W przypadkach objawowych leczenie jest operacyjne, dobre efekty przynosi marsupializacja torbieli techniką endoskopową. 